# Monte Terminillo
Il Terminillo (2217 m s.l.m.) è un massiccio montuoso dell'Italia centrale che fa parte del gruppo montuoso appenninico dei Monti Reatini, posto nel Lazio a circa 32 km da Rieti e amministrativamente ricadente interamente nella Provincia di Rieti.
Noto anticamente come Monte Gurgure e Mons Tetricus, è uno dei simboli più noti della Sabina, presenza paesaggistica costante lungo la via consolare Salaria, la cosiddetta Via del Sale. La catena montuosa ha notevole valore per la sua biodiversità rappresentata da habitat, specie animali e vegetali di interesse comunitario. Il Terminillo è molto conosciuto per la stazione sciistica, frequentata soprattutto dagli abitanti della Capitale, in ragione di cui esso è anche chiamato la montagna di Roma, e dagli abitanti delle zone limitrofe, in particolare Terni, Perugia e Viterbo: dal punto di vista sportivo, oltre alle attività invernali che ospita, fin dagli anni trenta del XX secolo è saltuariamente utilizzato come traguardo delle tappe ciclistiche di montagna del Giro d'Italia ed altre manifestazioni.

## Geografia

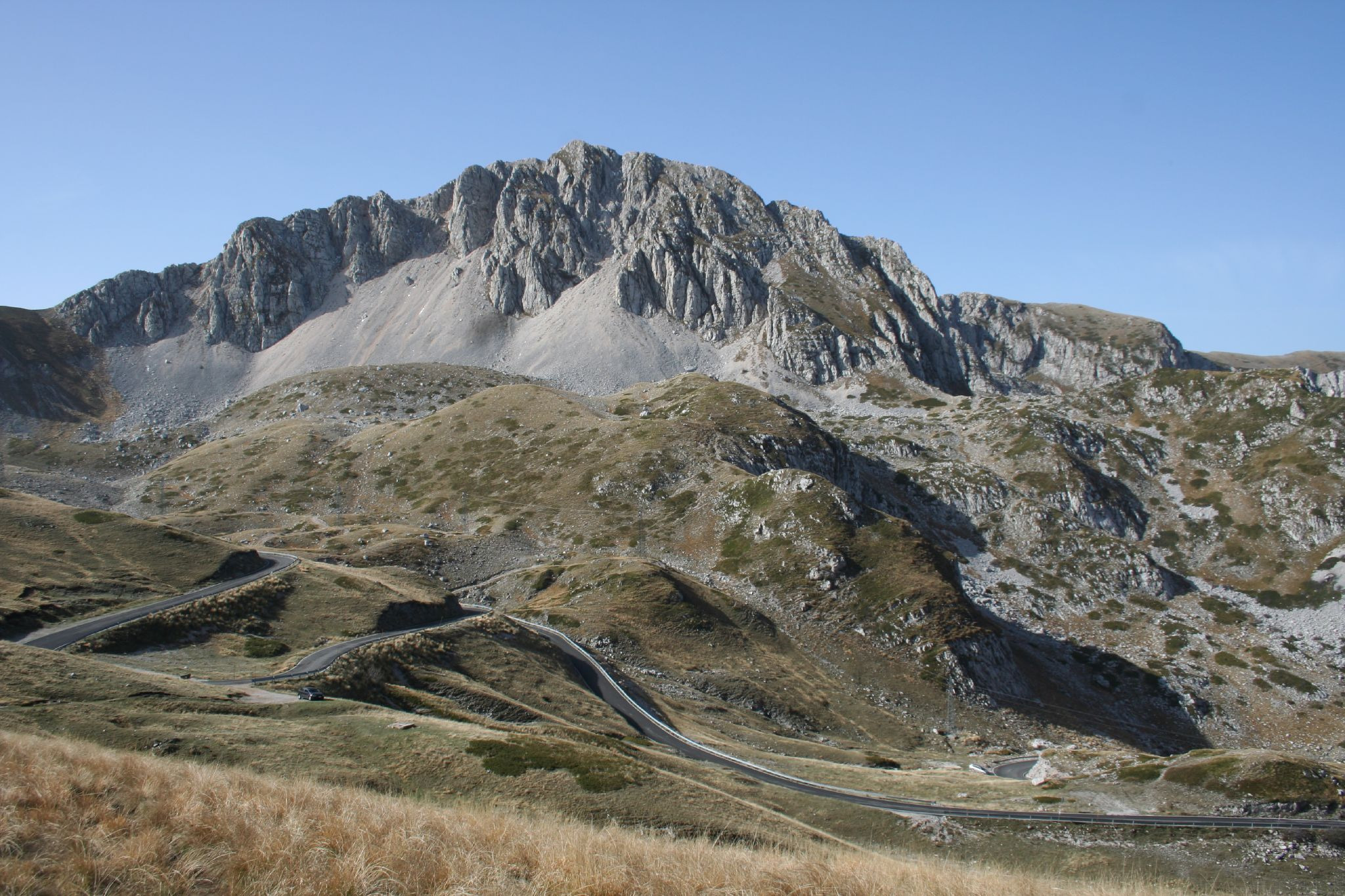
Il lato settentrionale del Terminillo, più aspro e alpino, visto d'estate dall'alta Vallonina

### Territorio
Confina a nord con l'altopiano di Leonessa, a est con le strette gole del Velino, a sud con la valle del fiume Velino, e a ovest con la vasta e pianeggiante Piana Reatina. I principali versanti per accedere alla montagna sono quello sud-occidentale che affaccia su Rieti, quello settentrionale che guarda verso Leonessa, e quello orientale verso Micigliano. Il versante meridionale è molto più antropizzato e sfruttato a livello turistico, ed è posto a grande dislivello rispetto al fondovalle. Il versante settentrionale o leonessano è posto a minor dislivello, ma è più aspro, selvaggio e integro, con presenza di rupi rocciose, circhi glaciali, brecciai e valli incontaminate (Vallonina e Valle Scura), ed è quello che ricorda maggiormente le cime alpine e dolomitiche.
Dalla Sella di Leonessa (il punto di unione stradale tra i due versanti) è possibile ammirare l'imponente massiccio roccioso alto oltre 2000 metri, posto a poche centinaia di metri di distanza. Il Monte Terminillo propriamente detto ricade su quattro comuni: Rieti, Cantalice, Leonessa e Micigliano; l'intero massiccio include anche i comuni di Borgo Velino, Castel Sant'Angelo, Cittaducale, Morro Reatino, Poggio Bustone, Posta e Rivodutri. Le principali località turistiche sono Pian de' Valli, appartenente al comune di Rieti, Campoforogna e Rialto Terminillo, appartenenti al comune di Micigliano e Campo Stella nel comune di Leonessa.

### Geomorfologia

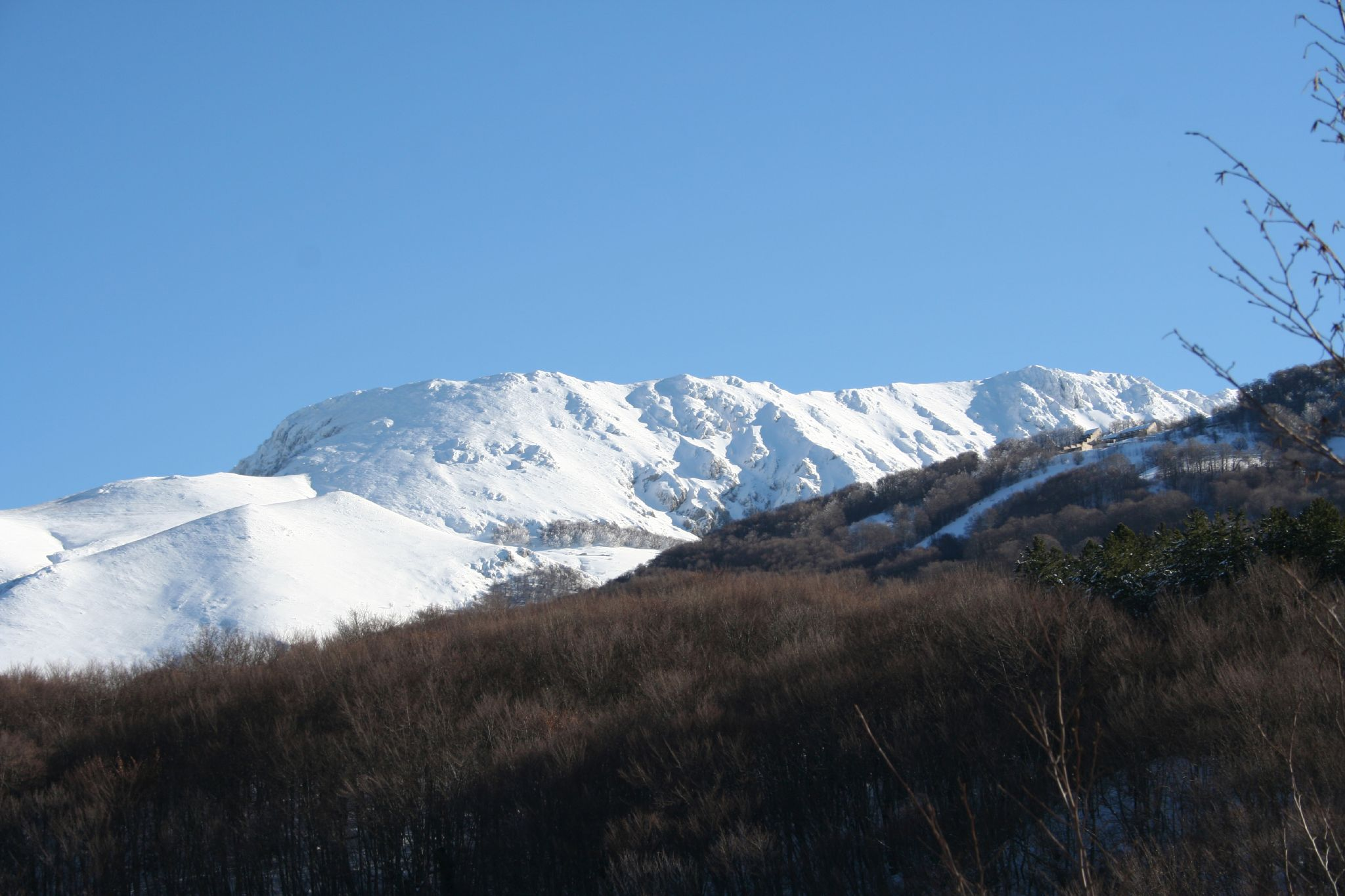
Cresta Sassetelli

Dal punto di vista geologico e geomorfologico si tratta di un massiccio calcareo abbastanza vasto (perimetro di quasi 70 km), quasi distaccato e isolato dagli altri gruppi montuosi dell'Appennino centrale, tipicamente appenninico quanto a geomorfologia (mai troppo aspra, ma comunque articolata) e quanto a flora e fauna presenti. Da esso diparte la dorsale più occidentale dell'Appennino centrale che si innesta a sud-est ai vicini monti del Cicolano, poi a seguire i Monti Carseolani e i Monti Simbruini e così via procedendo verso sud est lungo lo spartiacque appenninico primario, oppure innestandosi sulla dorsale centrale dell'Appennino Centrale con il gruppo montuoso del Monte Nuria, le Montagne della Duchessa e il Velino-Sirente.
Su ogni versante è segnato da ampie e profonde vallate che ne determinano i confini orografici e lo separano da altri piccoli gruppi montuosi minori che lo circondano (i Monti di Cantalice, Poggio Bustone, Rivodutri e Morro Reatino). Tra queste valli spiccano per interesse naturalistico la Vallonina che scende verso Leonessa dall'omonima Sella di Leonessa, le valli Ravara e di Capo Scura che scendono invece verso il corso del fiume Velino e l'antica consolare Salaria. Sul versante opposto sono invece le Valli dell'Inferno e degli Angeli che scendono verso la piana reatina e i monti di Cantalice.

### Orografia

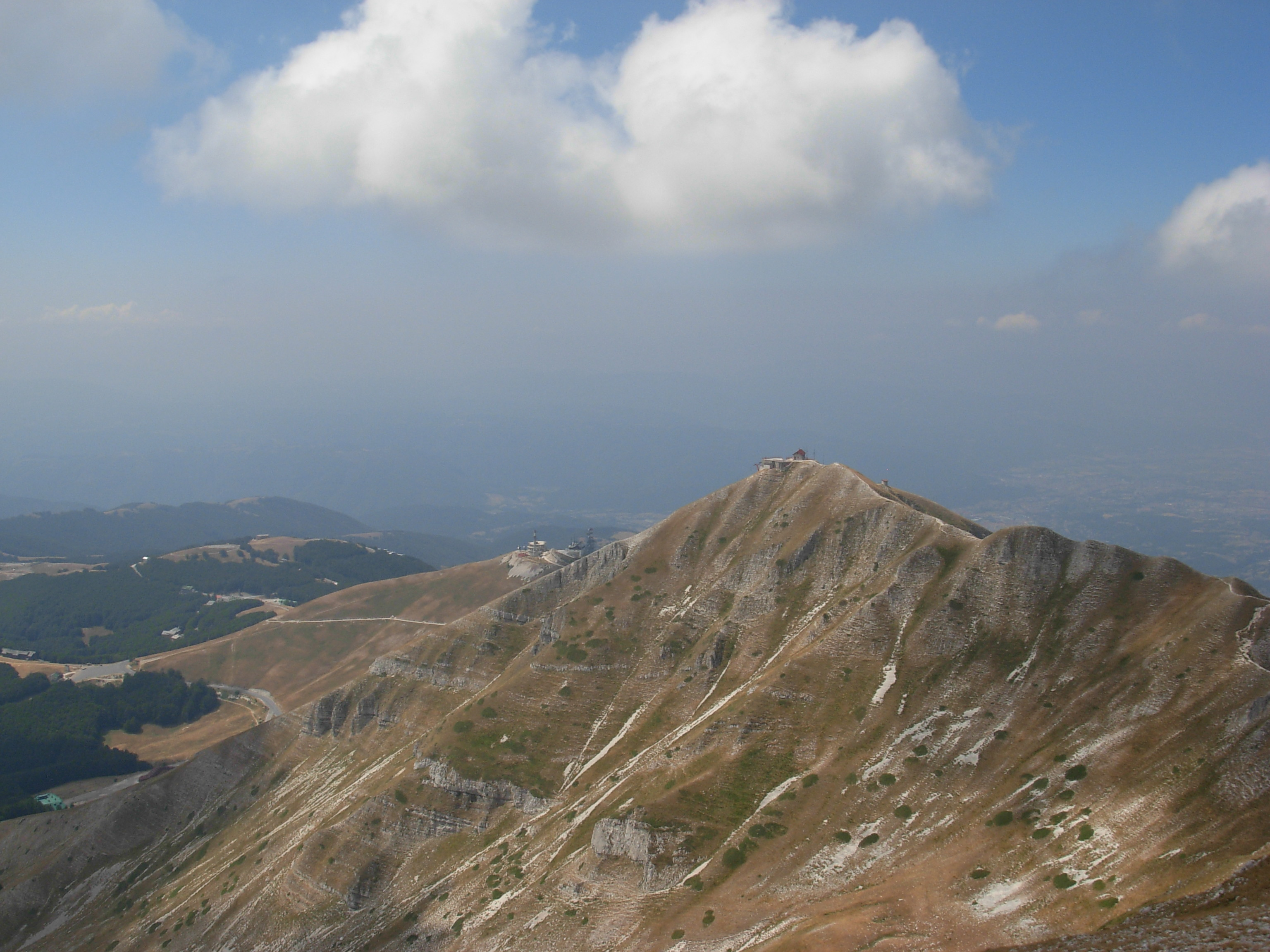
Il Monte Terminilletto e il Rifugio Massimo Rinaldi sulla sua cima

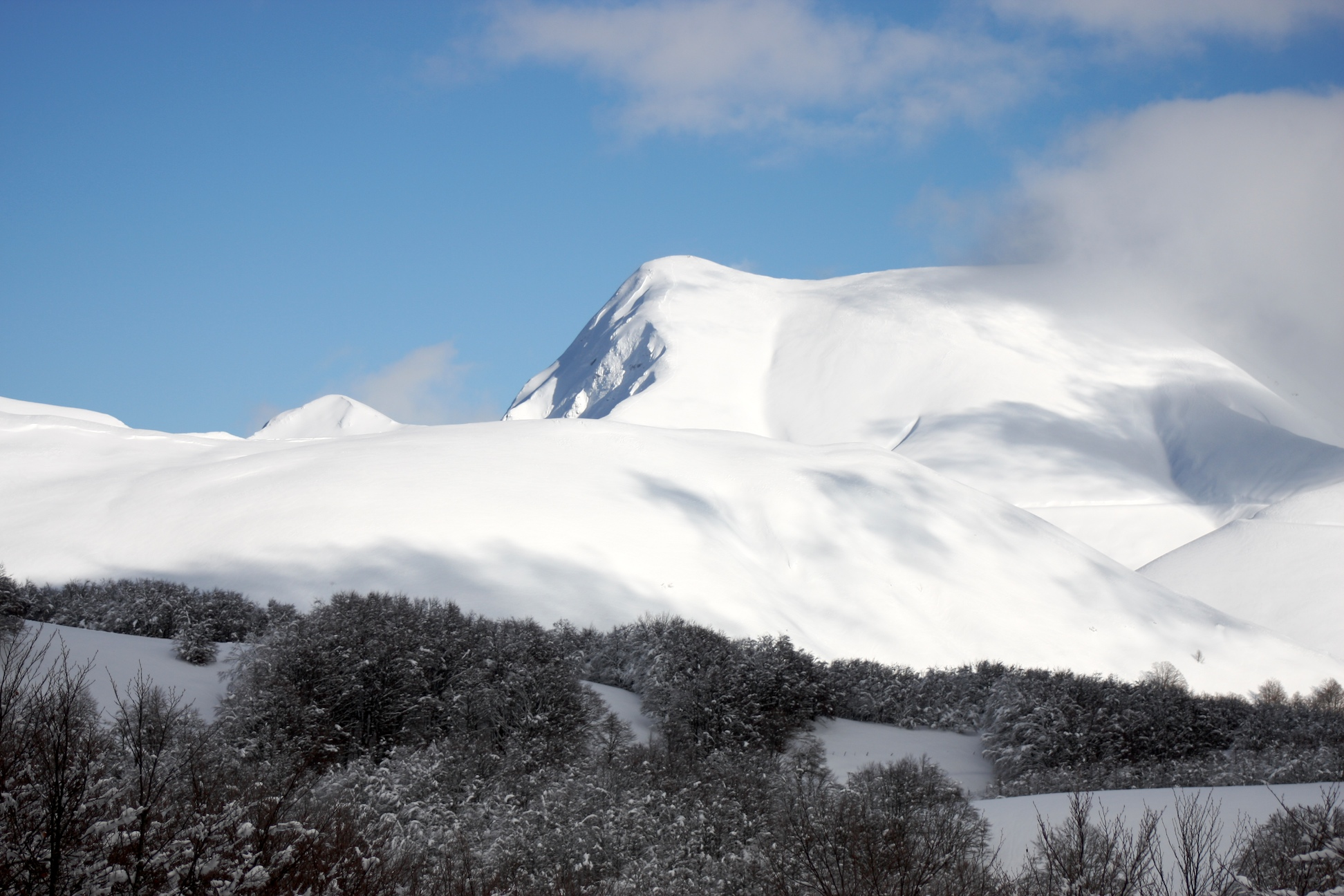
Monte Elefante

Il massiccio consta di 6 cime che superano i 2000 metri (la cima del Terminillo, la Cresta Sassetelli (2.139 m), Monte Terminilletto (2.104 m), il Monte Elefante (2.017 m), Monte di Cambio (2.081 m), il Monte Valloni (2.004 m) ed altre numerose a quote inferiori:
- Monte I Porcini - 1 981,6 m
- Monte il Brecciaro - 1 949,1 m
- Buco del Merlo - 1 876,9 m
- Monte Ritornello - 1 872,5 m
- Monte Terminilluccio - 1854 m
- Monte Iacci - 1 851,4 m
- Monte Macchialaveta - 1 824 m
- Colle Prato Pecoraro - 1 817,2 m
- Monte Costa Acera - 1 791,5 m
- Monte Tilia - 1 775 m
- Monte Arcioni - 1 754,8 m
- Colle Leporino - 1 753 m
- Colle Leprino - 1 747,1 m
- Monte Corno - 1 735 m
- Monte Caromano - 1 706,7 m
- Colle Tavola - 1 696 m
- Colle delle Scangive - 1 688,5 m
- Cima d'Arme - 1 678 m
- Forca di Fao - 1 662,6 m
- Monte Cavallo - 1 653,3 m
- Collelungo - 1 651,9 m
- Monte Fazzolettone - 1 621,7 m
- Monte Nocella - 1 618,7 m
- Cima di Monte - 1 614,4 m
- Colle delle Porrare - 1 603,2 m
- Colle Roseti - 1 586,7 m
- Monte Lepre - 1 564,7 m
- Monte La Cerasa - 1 552,6 m
- Colle del Termine - 1 544,8
- Collelungo - 1 505,6 m
- Monte Rosato - 1 504 m

### Idrografia
Il massiccio non presenta sorgenti fluviali significative. Diversi sono però i ruscelli che si formano nelle stagioni intermedie (autunno e primavera) nelle valli impervie del massiccio in concomitanza con le stagioni più piovose o con lo scioglimento delle nevi. La natura carsica del terreno e del sottosuolo fa sì che l'acqua filtri più facilmente in profondità fino alle falde acquifere alimentando, assieme agli altri rilievi dei Monti Reatini, le sorgenti del Peschiera poste più a valle. L'intero gruppo fa comunque parte del bacino idrografico del fiume Velino.

### Clima
Il clima del territorio è quello tipico delle zone appenniniche di media e alta montagna. Buoni e duraturi sono gli accumuli di neve d'inverno, specie nel versante settentrionale, fresco e ventilato d'estate. Sul versante nord-est gli accumuli di neve persistono fino a maggio-giugno: per questa ragione è in progetto il collegamento sciistico del versante reatino con quello leonessano, per potenziare il turismo sportivo invernale.

### Flora e fauna
Fino a quote di media montagna (1600–1800 m) è ricoperto da boschi su tutti i versanti, principalmente faggete. Sono presenti anche abeti e larici per opere di rimboschimento.
Il versante nord-est è più aspro e roccioso (Rialto, Cinque Confini, Sella di Leonessa) e coincide con una antropizzazione molto minore rispetto alla località Pian de' Valli. La fauna è sostanzialmente quella tipica dell'Appennino con presenza di cinghiali, volpi, lupi, ma non è raro incontrare anche lepri, scoiattoli, istrici e rapaci vari. Sono presenti piccole mandrie di equini e bovini al pascolo, specie nella stagione estiva.

## Storia

### L'antichità

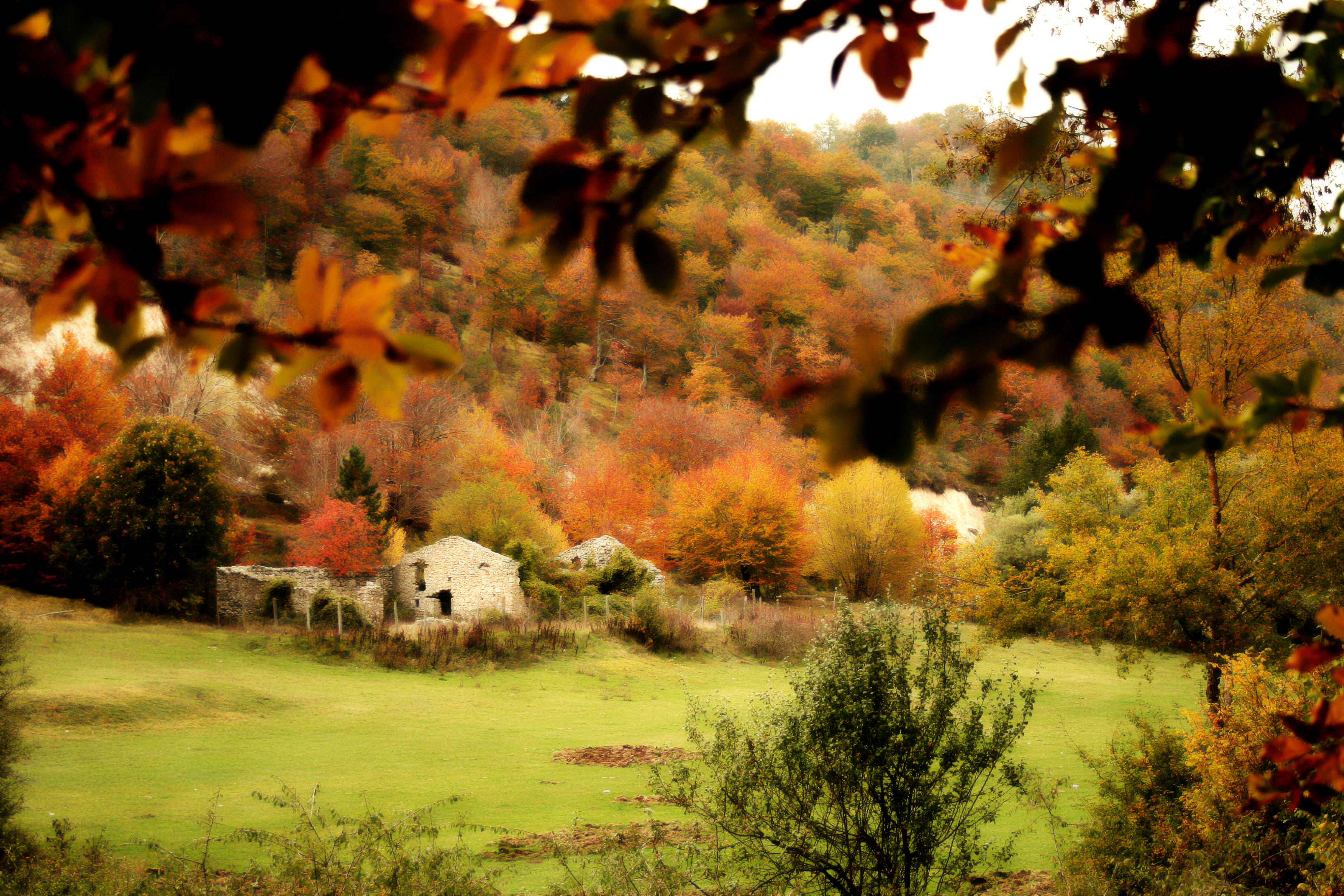
Resti di antiche costruzioni rurali a Pian de' Rosce

Il monte Terminillo era ben conosciuto già nell'antichità: Virgilio lo citò nell'Eneide parlando delle sue «tetricae horrentes rupes» (spaventose rupi di Tetrico); Marco Terenzio Varrone descrisse i «gurgures alti montes» (alti monti Gurguri) e l'usanza di condurvi il bestiame per il pascolo. All'inizio del Settecento, Loreto Mattei riferisce che il nome dialettale della montagna era monte Urulu, probabile deformazione del latino Gurgures. Nelle carte geografiche dello Stato Pontificio era indicato con il toponimo di monte Gurgure. Solo all'inizio dell'Ottocento si iniziò ad affermare sugli atlanti il toponimo Terminillo (diffuso fin dal Cinquecento tra gli autoctoni), che deve la sua origine al fatto che la montagna segnasse il confine tra Stato Pontificio e Regno di Napoli e il termine dei rispettivi territori.
Fin dall'antichità, le popolazioni pedemontane frequentavano la montagna e avevano familiarità con i sentieri che permettevano di salirvi, sfruttandola in prevalenza per la caccia, il pascolo, l'uso civico di legnatico da parte di contadini, boscaioli e carbonai, nonché per la raccolta di neve e ghiaccio, che veniva rivenduto nelle città per conservare gli alimenti. Alcuni ruderi e resti di terrazzamenti a Pian de' Rosce fanno pensare che alcune zone fossero un tempo coltivate; sembra inoltre che gli abitanti dei paesi posti alle estremità opposte della montagna avessero l'abitudine di incontrarsi sul Terminillo per fare mercato (da questo deriverebbe il nome campus forum poi diventato Campoforogna). Tuttavia la montagna non era stabilmente abitata e non era sede di insediamenti umani permanenti, fatta eccezione per modesti ricoveri di pastori.
Per lungo tempo, dal medioevo fino al secolo scorso, il massiccio montuoso e gran parte dei paesi pedemontani (esclusi Poggio Bustone, Rivodutri e Morro Reatino) appartenevano al Regno di Napoli e facevano capo alla provincia dell'Aquila in Abruzzo; al contrario, Rieti faceva parte dello Stato Pontificio, facendo capo alla provincia di Perugia in Umbria. Il confine tra Regno di Napoli e Stato Pontificio passava proprio sul monte Terminillo. Solo nel 1927, con l'istituzione della provincia di Rieti, il Terminillo entrò a far parte del Lazio.

### I pionieri dell'esplorazione

Il rifugio Umberto I in una foto del 1908

Alla fine dell'Ottocento, con la diffusione dell'alpinismo, iniziarono le prime ascese alla vetta e l'esplorazione sistematica della montagna. I primi esploratori partivano dal paese di Lisciano (a quota 610 metri) oppure da Leonessa (970 metri), gli ultimi luoghi di ciascun versante raggiungibili tramite strada carrozzabile, e proseguivano a piedi o a dorso di mulo lungo il sentiero che conduceva al "campo base" di Pian de' Valli (attuale sentiero CAI n. 409), a quota 1600 metri.
Il viaggiatore tedesco Ferdinand Gregorovius scrisse di «valli eccezionalmente pittoresche» percorse da «torrenti spumeggianti»; l'alpinista Enrico Abbate, autore di una tra le prime guide dell'Appennino, parlò di una montagna «imponente e con creste scoscese», capaci d'inverno di ricordare le emozioni di «una difficile salita alpina». Fu proprio in tale periodo che si iniziò a intuire il potenziale turistico del Terminillo: nel 1882 Abbate osservava che «se il paese di Leonessa fosse in Svizzera, questi luoghi subirebbero grandi trasformazioni. Il paese si rimodernerebbe, sorgerebbero alberghi, comode diligenze percorrerebbero ampie strade trasportando continuamente touristes».
Nel 1873 venne fondata la sezione di Roma del Club Alpino Italiano che nel 1903 fece costruire il rifugio Umberto I (attuale rifugio Massimo Rinaldi) a quota 2108 metri. La presenza del rifugio, che per la prima volta offriva un punto di ristoro a scalatori ed escursionisti, favorì l'arrivo di più visitatori, che iniziarono a divenire sempre più numerosi. Fu così che nel 1923 nacque la sezione reatina del CAI, e nel 1930 venne eretto un secondo rifugio, la capanna Trebiani. Il nome del Terminillo era ormai diventato noto tra gli esponenti dell'aristocrazia romana: nel solo inverno 1931, la capanna Trebiani ospitò ben 1300 gitanti.

### La nascita della stazione sciistica
Negli anni trenta il governo fascista realizzò sul monte Terminillo un imponente progetto di valorizzazione turistica, che portò la montagna a diventare una vera e propria stazione sciistica con moderne infrastrutture di accesso e di ricettività; pubblicizzata e propagandata come la "montagna di Roma", in breve divenne un punto di riferimento per l'intera Italia centrale e in particolare per l'alta borghesia romana. Determinante per il Terminillo fu il ruolo di Benito Mussolini, "scopritore" del suo potenziale turistico: secondo Maria Scicolone, l'intuizione gli sarebbe venuta durante un viaggio in aereo da Forlì a Roma, nel quale avrebbe chiesto al comandante Biseo che montagna fosse quella che stavano sorvolando. In realtà alla realizzazione del progetto contribuirono diverse personalità.
La necessità di facilitare l'accesso alla montagna si era affermata innanzitutto tra gli alpinisti e i montanari del luogo, visto il consistente numero di visitatori che già si registrava e che cresceva di anno in anno. Inoltre, già da diversi anni, spingevano per lo sfruttamento turistico del Terminillo anche le autorità cittadine di Rieti, nell'ottica di ampliare la platea dei turisti e garantire alla città un maggiore sviluppo economico: tra questi, il podestà Alberto Mario Marcucci, il principe Ludovico Potenziani e il vescovo Massimo Rinaldi (grande appassionato di montagna, soprannominato "il vescovo scarpone").
Il principale artefice della valorizzazione turistica del Terminillo fu Angelo Manaresi, gerarca fascista che aveva notevole influenza su Mussolini, presidente nazionale del CAI nonché comandante del 10º Reggimento alpini e sottosegretario alla Guerra. Il 24 maggio 1932, nel corso di un comizio tenuto a Rieti nell'anniversario della vittoria, Manaresi promise ai montanari reatini reduci della Grande Guerra di salire con loro fino alla vetta del Terminillo. L'escursione ebbe luogo il 21 dicembre; Manaresi rimase profondamente colpito dalla bellezza del luogo, e promise di sottoporre a Mussolini il progetto per realizzarvi una stazione turistica.
Il progetto non ebbe difficoltà ad essere accolto, perché era funzionale a dare applicazione a diversi principi dell'ideologia fascista, come la politica di valorizzazione delle realtà rurali e quella di promozione dell'attività sportiva. Infine, l'iniziativa soddisfaceva le esigenze della borghesia romana che, con la diffusione dell'abitudine alla "gita fuori porta", aspirava a disporre nelle vicinanze di luoghi adatti a trascorrere la villeggiatura. Così, dopo la realizzazione della Via del Mare e la creazione degli stabilimenti balneari di Ostia (la "spiaggia di Roma"), il governo fascista si proponeva di individuare un luogo non troppo lontano dalla capitale dove realizzare un polo per la pratica degli sport invernali (la "montagna di Roma"), in grado di competere con i più celebrati centri alpini (troppo distanti per essere raggiunti dall'Italia centrale). A tale scopo vennero prese in considerazione le località di Campocatino, nel frusinate, e di Monte Zappi, ma alla fine la scelta ricadde sul Terminillo.
Nel gennaio del 1933, poco dopo la visita di Manaresi, lo stesso Mussolini si recò sulla montagna, compiendo l'ascesa a dorso di mulo insieme a moglie e figli; anche lui si disse «impressionato dalla bellezza del massiccio montuoso». Fu così che il progetto prese il via: nello stesso mese di gennaio 1933, Mussolini ordinò al podestà di Rieti, Marcucci, la costruzione di un'ampia strada che da Lisciano si arrampicasse sul Terminillo: la Via Terminillese (statale 4 bis). Il primo tronco (fino a Pian de' Rosce) fu inaugurato già nel dicembre del 1933 e la parte rimanente venne completata nel 1935. La strada si diramava dalla Via Salaria e fu progettata con criteri ingegneristici moderni, per rendere l'ascesa degli automezzi più agevole possibile. La sua costruzione fu fortemente enfatizzata dalla propaganda del regime: al suo termine (Campoforogna) fu eretto un cippo a memoria dei "martiri della rivoluzione fascista", mentre al suo inizio (Lisciano) fu posta una colonna di granito con l'iscrizione:

### Il turismo "elitario" borghese (1935-1960)
Con la realizzazione della strada, in breve tempo sorsero numerose strutture ricettive: nel 1936 viene aperto il primo albergo, il Savoia, seguito nel 1939 dal Roma.

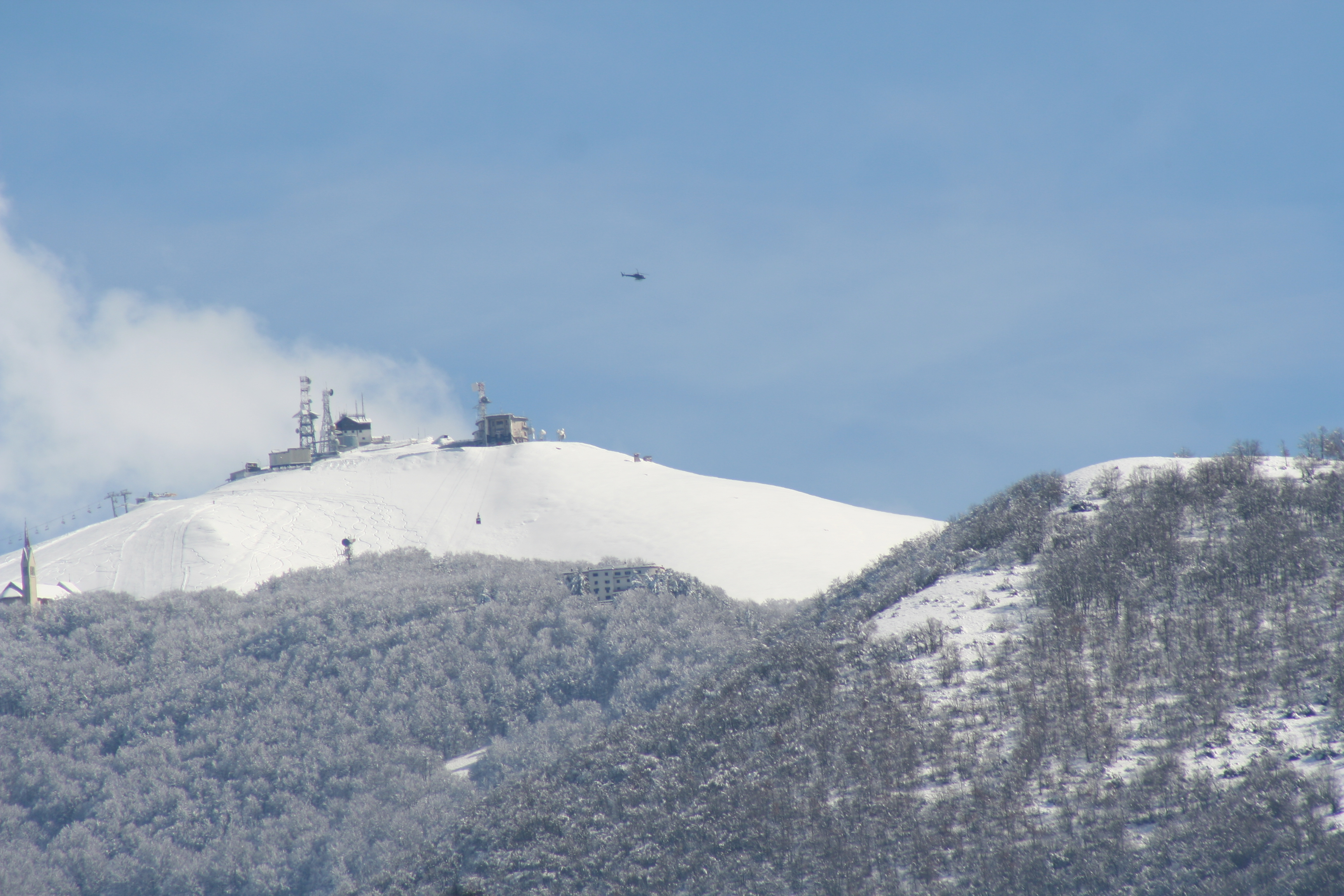
Il Monte Terminilluccio con l'arrivo dell'omonima funivia inaugurata nel 1938

Grazie all'azione del principe Ludovico Potenziani, la stazione si dotò ben presto anche di impianti di risalita: nel 1934 fu costituita la Società Anonima Funivie del Terminillo (spin-off dell'industria bellica Società Romana Costruzioni Meccaniche di cui Potenziani era presidente), che progettò di costruire tre funivie sul Terminillo (Pian de' Valli-Terminilluccio, Campoforogna-Terminilluccio, e Terminilluccio-Terminilletto), per un investimento totale di quattro milioni di lire. Di queste fu infine realizzata solo la prima, che venne inaugurata il 26 gennaio 1938 alla presenza di importanti autorità civili e religiose, ed è tuttora funzionante; inoltre nel gennaio del 1940 la società mise in funzione una sciovia sulla pista delle Carbonaie, tra i primi impianti di quel tipo ad essere realizzati in Italia. Il villaggio venne inoltre dotato di edifici civili e religiosi quali il governatorato, la caserma della Guardia Forestale, e una piccola chiesetta (realizzata dall'Associazione Nazionale Alpini nel 1940).
Dopo la prima visita del gennaio 1933, Mussolini tornò più volte sulla montagna: negli anni seguenti il dittatore cominciò a compiere frequenti gite sul Terminillo, durante le quali alloggiava in un appartamento che gli veniva appositamente riservato nell'hotel Roma, gite che gli permettevano di praticare attività sportive (alle quali si dedicava assiduamente, anche se con scarsi risultati), e anche di incontrare Clara Petacci lontano da occhi indiscreti.
Le visite di Mussolini, però, non erano solo momenti di piacere. In quegli anni, infatti, il Terminillo divenne un importante strumento di propaganda del regime: nel 1937, il presidente del CAI Manaresi scrisse che, per la causa delle montagne, «due giorni trascorsi da Mussolini sul monte Terminillo sono più preziosi di cento discorsi, risme di saggi e folle di comitati». Mussolini, infatti, si faceva spesso fotografare sulla neve per promuovere la pratica sportiva e il turismo montano; nelle foto veniva ritratto con gli sci o sullo slittino, a volte addirittura a torso nudo. In realtà, secondo le testimonianze degli istruttori che lo assistevano, il duce non era un abile sciatore e nelle sue visite si limitava a fare qualche passo con gli sci ai piedi.
La pubblicizzazione delle visite di Mussolini portò una grande fama al Terminillo, che divenne in pochi anni una meta ambita da molti personaggi in vista: tra gli altri, decisero di costruirsi una villa sul Terminillo l'ex re dell'Afghanistan Amānullāh Khān, il principe e cameriere segreto del Papa Francesco Chigi della Rovere, il colonnello Mario de Bernardi e l'avvocato penalista Bruno Cassinelli. Ad aumentare la fama del Terminillo contribuì anche il giro d'Italia: a partire dal 1936 e per quattro anni consecutivi, la scalata del Terminillo entrò a far parte della corsa rosa divenendo una delle tappe "clou". Per l'occasione fu introdotta per la prima volta la modalità della corsa a cronometro. Durante la seconda guerra mondiale il Terminillo non subì particolari danni (fatta eccezione per l'accidentale distruzione del rifugio Umberto I); nelle sue strutture alberghiere si rifugiarono molte famiglie altolocate, in fuga dai bombardamenti delle città, e furono istituiti sanatori per curare i feriti di guerra.

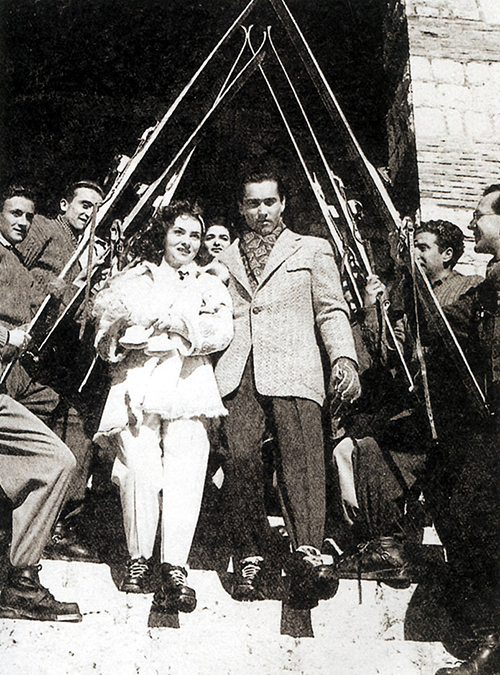
Il matrimonio dell'attrice Gina Lollobrigida con Milko Skofic, celebrato nel 1949 nella "Chiesetta degli Alpini" di Pian de' Valli

Al termine delle ostilità, la montagna tornò ad essere un luogo di villeggiatura ambito dalla borghesia romana: tra gli anni quaranta e cinquanta, infatti, il Terminillo divenne un punto di ritrovo della "Roma bene" e fu teatro di molti eventi mondani della dolce vita dell'epoca. Fu frequentato abitualmente da esponenti del mondo politico (ad esempio Togliatti e Nilde Iotti o il presidente del consiglio Pella), da nobili e aristocratici (come i duchi Parodi Delfino e l'ex re Faruq I d'Egitto), nonché da famosi attori e registi cinematografici (come Anita Ekberg, Gino Cervi, Ugo Tognazzi, Vittorio Gassman, Marcello Mastroianni, Jean Sorel, Gina Lollobrigida, Bice Valori, Paolo Panelli, Antonello Falqui, Luciano Enner, Giuliano Gemma, Raf Vallone, Massimo Girotti, Rossana Podestà, Eleonora Rossi Drago, Bruno Modugno, Carla Del Poggio, Anna Maria Ferrero, Marina Vlady Versois, Tina Pica, Luigi Zampa ed Eduardo De Filippo).
Questo portò la montagna a divenire teatro per diversi avvenimenti di gossip e di cronaca rosa: ad esempio il matrimonio di Gina Lollobrigida con Milko Skofic, nel 1949, la morte della figlia di Eduardo De Filippo, nel 1960, l'incidente aereo del 1955 nel quale perse la vita l'attrice ed ex Miss Italia Marcella Mariani e l'incontro tra Vittorio Gassman e la futura seconda moglie Diletta; il Terminillo divenne inoltre location fissa per molti film di Cinecittà. Proseguirono inoltre i lavori di attrezzaggio della stazione sciistica già iniziati prima della guerra; nel 1949 cominciò l'edificazione di un'imponente chiesa dedicata a San Francesco, a dominio della Valle Santa (completata nel 1964). Negli anni cinquanta venne costruita sul versante nord una seconda strada di accesso al Terminillo (la strada provinciale 10 Leonessa-Campoforogna) e nel 1958 venne realizzato dalla cassa per il Mezzogiorno un vero e proprio acquedotto a servizio della stazione sciistica (che assicurava l'approvvigionamento idrico tramite lo sfruttamento di tre sorgenti poste sul monte di Cambio e imponenti impianti di sollevamento).

### Il turismo di massa (1960-1980)

Il piazzale di Campoforogna nei primi anni sessanta

Nel corso degli anni sessanta il Terminillo conobbe una decisa mutazione nella clientela che lo frequentava, che divenne molto più numerosa e massiccia, ma di estrazione decisamente più popolare. Infatti, grazie al boom economico che interessò tutta l'Italia, ampie fasce della popolazione furono messe nella condizione di potersi permettere le vacanze sul Terminillo che prima erano un lusso per pochi; d'altro canto il miglioramento delle vie di comunicazione, e in particolare la massiccia costruzione di autostrade come l'Autosole, rese maggiormente accessibili anche dal Centro Italia le stazioni sciistiche alpine come Cortina, Saint Moritz e Courmayeur, che l'alta borghesia iniziò a preferire e a considerare più chic ed esclusive.
Il Terminillo pertanto conobbe un nuovo tipo di turismo, meno esclusivo e più di massa, e raggiunse l'apice dello sviluppo e delle presenze turistiche; dagli anni cinquanta agli anni settanta fu la località sciistica di riferimento per tutto il Centro Italia. Per soddisfare l'accresciuta domanda, nacquero in quegli anni un gran numero di nuove strutture ricettive e decine di abitazioni residenziali private: «nei sogni della borghesia romana "videoregistratore e pantofole", oltre alla villetta a Fregene, c'è l'appartamento al Terminillo». Questa grande espansione urbanistica è oggi valutata negativamente, perché considerata eccessiva, speculativa, ambientalmente impattante e architettonicamente inadatta al contesto montano. Furono notevolmente ampliate anche le piste da sci, con la realizzazione (sia da parte della Società Funivie che da parte di privati) di nove ulteriori impianti di risalita.

### Il declino e i tentativi di rilancio (1980-2010)

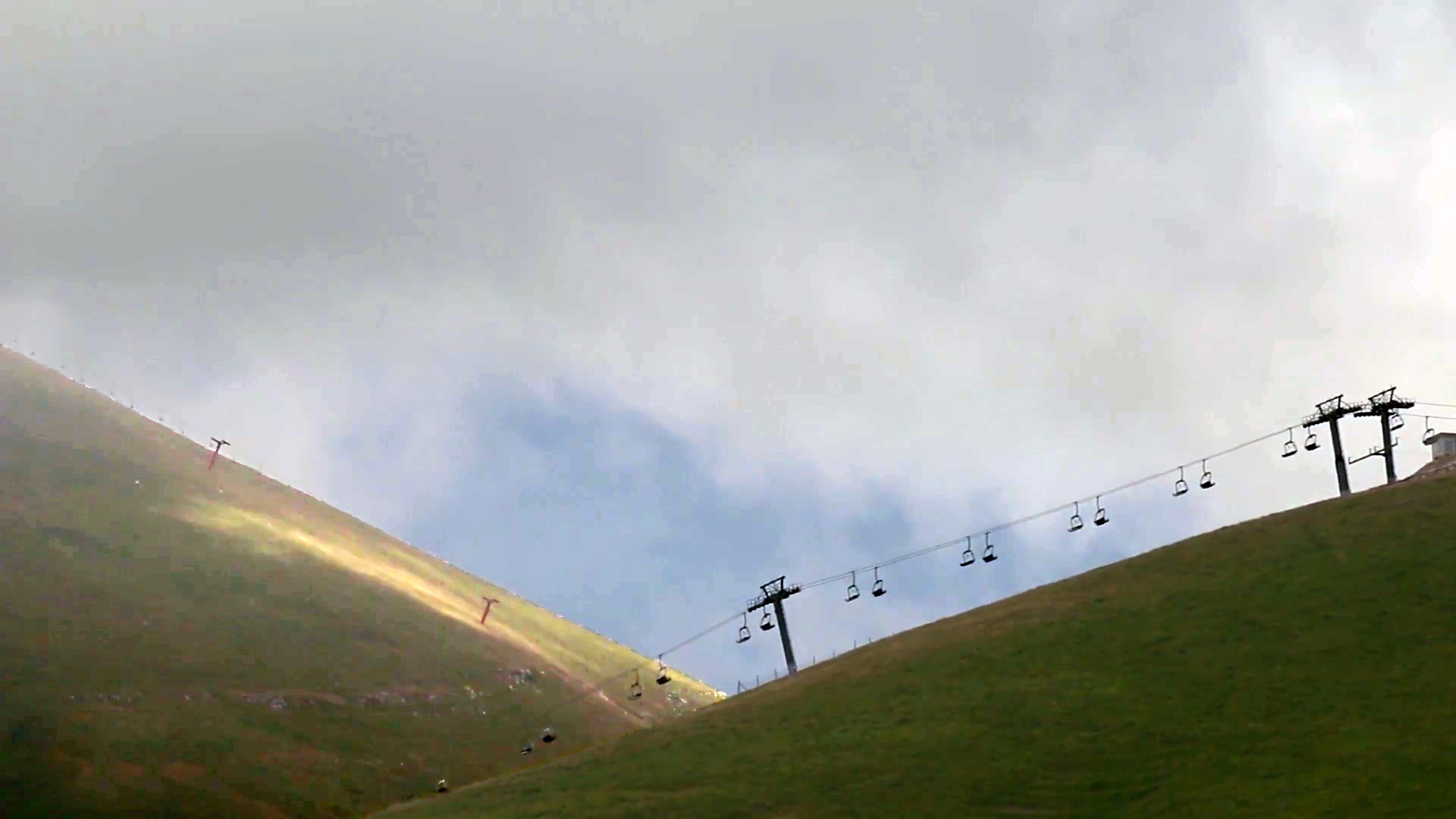
Seggiovia dismessa sul Monte Terminilletto (a sinistra)

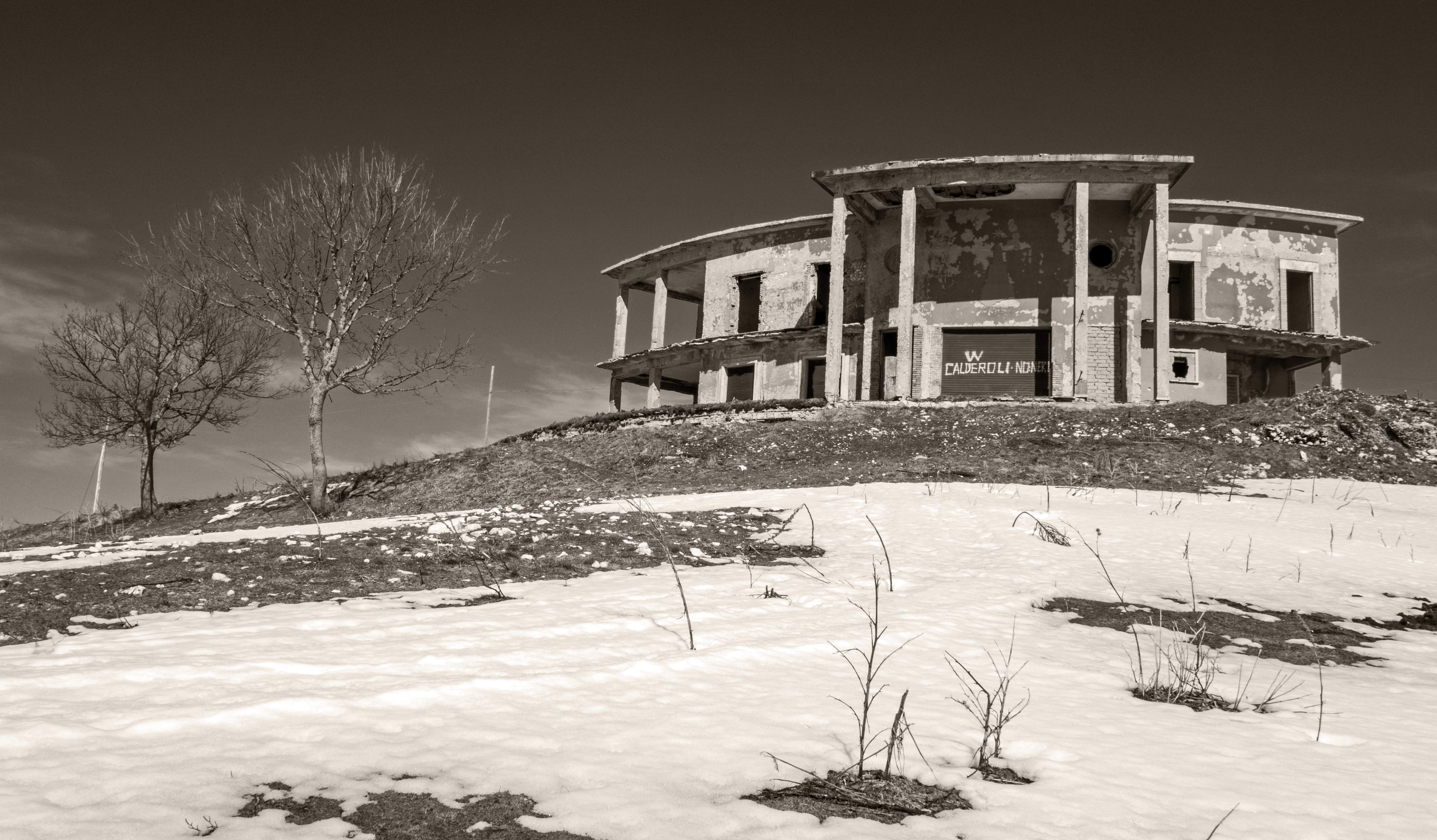
Ruderi della villa Chigi a Campoforogna

Dagli anni ottanta in poi, le presenze turistiche sul Terminillo hanno subìto un forte calo, che ha portato tutta la montagna ad un progressivo declino. Le ragioni di tale crisi sono da ricercare principalmente nella sempre più forte concorrenza delle stazioni sciistiche abruzzesi che in tale periodo divennero meglio gestite ed attrezzate e che, pur essendo più distanti da Roma, in seguito alla costruzione dell'autostrada A24 (1970) divennero più facili da raggiungere rispetto al Terminillo, servito dalla sola statale Salaria. Inoltre alla crisi contribuirono anche l'irrazionale gestione degli impianti esistenti e soprattutto la diminuzione delle precipitazioni nevose.
Con la prima flessione delle presenze, alla metà degli anni settanta, emerse la necessità di rilanciare il Terminillo, in particolare realizzando impianti di innevamento artificiale, sfruttando maggiormente il versante leonessano (orientato a nord e quindi soggetto a nevicate maggiori e più durature) e collegandolo al versante reatino con un impianto di risalita (allo scopo di unificare le due stazioni sciistiche di Pian de' Valli e Campostella).
I primi progetti erano particolarmente consistenti ed ambiziosi: il primo fu elaborato nel 1974 dall'ente provinciale per il turismo di Rieti e prevedeva di quadruplicare gli impianti e di triplicare le piste. Da allora se ne sono succeduti molti altri, seguiti tuttavia da scarsi esiti: infatti la nascente sensibilità ambientalista (contraria all'ulteriore sfruttamento sciistico della montagna a scapito della qualità ambientale) e la litigiosità dell'ambiente politico e imprenditoriale locale, impedirono la realizzazione di investimenti atti a rinnovare, modernizzare ed ampliare gli impianti; al contrario, le strutture a servizio dei turisti arrivarono addirittura a ridursi, dal momento che molti impianti, giunti a scadenza trentennale naturale, non furono sostituiti e dovettero essere dismessi per mancanza di manutenzione, lasciando i loro ruderi alle intemperie. Tutt'oggi i resti dei vecchi impianti sono ben visibili per esempio sul Monte Terminilletto (pista Conetto) oppure in zona Rialto ed anche verso il Comune di Cantalice (pista Cardito Nord). Il calo dell'affluenza ebbe inoltre la conseguenza di rendere progressivamente sovrabbondanti le strutture alberghiere esistenti, molte delle quali sono state chiuse e riconvertite in condomini o residences.

### Progetto TSM (2010-oggi)

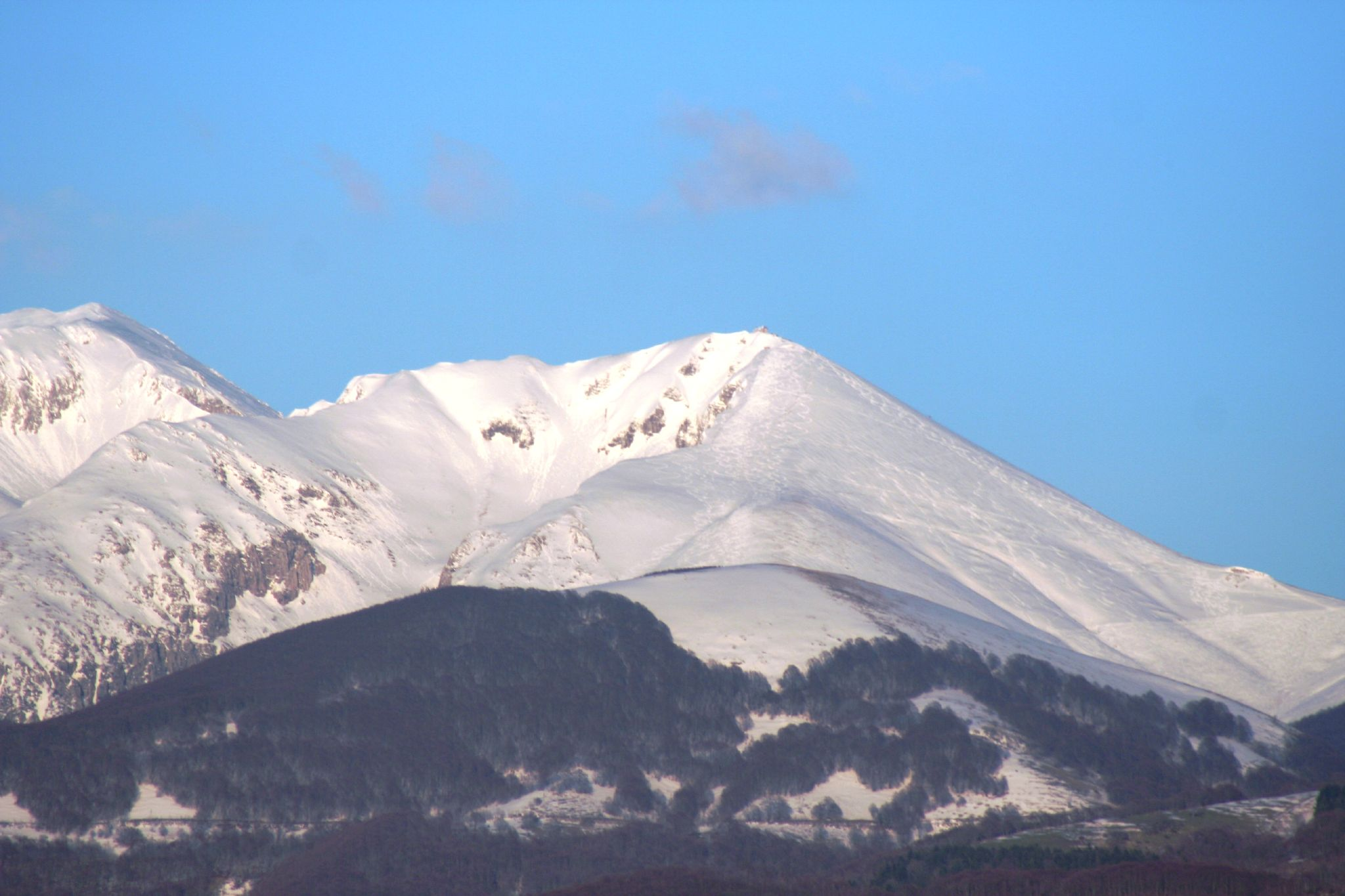
Il Terminillo visto da sud-ovest

Su spinta della provincia di Rieti, nel 2009 la Regione Lazio (giunta Marrazzo) approvò una spesa di 20 milioni di euro per rinnovare e aumentare le strutture sciistiche del Terminillo, fondi stanziati dalla giunta Polverini nel dicembre 2012. Il progetto di rilancio, denominato T.S.M. (Terminillo Stazione Montana), venne elaborato dai comuni del comprensorio insieme alla provincia di Rieti, dopo una lunga e faticosa ricerca di un accordo tra gli stessi, e presentato al pubblico il 27 dicembre 2014, con previsione di apertura dei cantieri entro il 2015. Prevedeva sia l'ammodernamento degli impianti che la realizzazione di nuovi percorsi paesaggistici e nuovi rifugi, nonché l'unione del versante ovest con quello leonessano (est).
Tuttavia il progetto non ottenne l'approvazione della Regione: infatti, nel settembre del 2015, i tecnici regionali lo bocciarono in fase di valutazione di impatto ambientale, costringendo i proponenti ad apportare delle modifiche al fine di ridurre l'impatto sulla montagna.

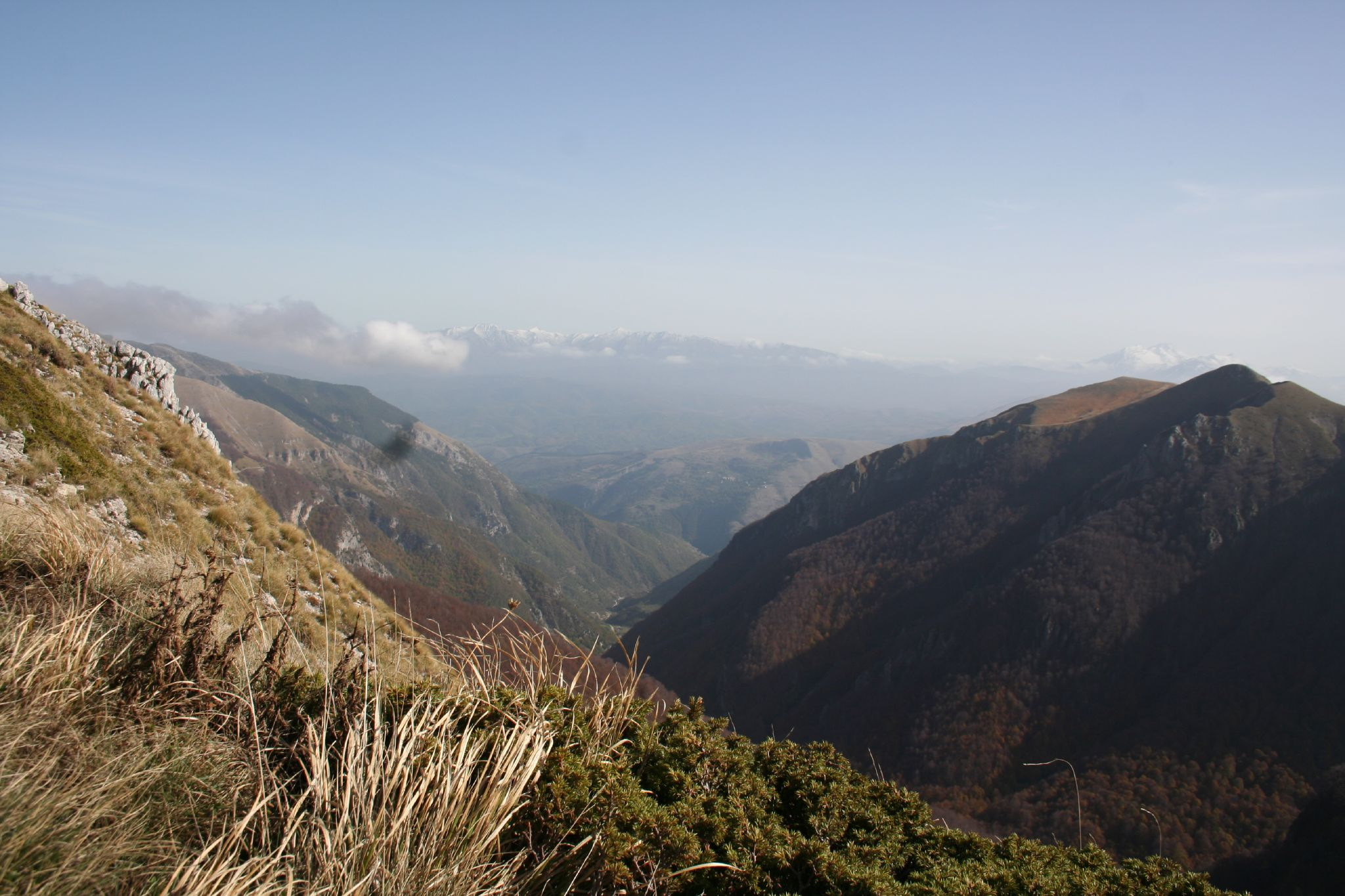
Valle Scura dal Monte Valloni

Dopo un lungo contraddittorio tra Regione e Comuni, che portò a una forte riduzione degli interventi previsti, nell'aprile del 2017 il progetto rivisitato venne sottoposto alla Regione. Tuttavia, nel marzo del 2018 anche questo fu bocciato, per via dell'impatto ambientale considerato ancora eccessivo. Pertanto i proponenti hanno avviato una nuova revisione del progetto, apportando le modifiche richieste per ridurre ulteriormente l'impatto ambientale, e nel giugno del 2019 lo hanno sottoposto per la terza volta al giudizio della Regione. Dopo oltre 10 anni dallo stanziamento, il progetto di rilancio non vede ancora la sua realizzazione. Soltanto il comune di Leonessa, dal 2009 in poi, è riuscito a rinnovare l'intera impiantistica esistente, accordandosi in anticipo con le imprese appaltatrici.
Nel dicembre 2020 la Regione Lazio ha approvato in via definitiva il progetto TSM, compreso il collegamento sciistico tra i due versanti. Ma nel maggio 2021 il Ministero dell'Ambiente ha sollevato ulteriori questioni ambientali, in realtà mai poste in passato a regioni come Abruzzo o Trentino Alto Adige, quando investirono centinaia di milioni di euro per realizzare seggiovie, ovovie e funivie. Peraltro la provincia di Rieti, sempre nel mese di maggio, ritenne facilmente superabili le questioni poste dal Ministero.

## Turismo
La vicinanza con la capitale ha fatto sì che venga colloquialmente indicata come "la montagna dei romani": i turisti provenienti dalla capitale ne frequentano infatti spesso le piste sciistiche. Inoltre l'appellativo si può anche spiegare col fatto che, a differenza delle altre cime oltre i 2000 metri dell'Appennino centrale, il Terminillo è spesso visibile da Roma, specie nelle limpide giornate invernali, nelle quali appare l'intera montagna innevata. Il flusso turistico è consistente anche dalla province di Terni e Viterbo.
Grazie alle strade molto più larghe delle normali vie di montagna appenniniche, il Terminillo è spesso meta di raduni motociclistici e automobilistici, in particolare nei mesi estivi, quando la strada panoramica che collega Pian de' Valli al paese di Leonessa torna completamente percorribile.

### Stazioni sciistiche

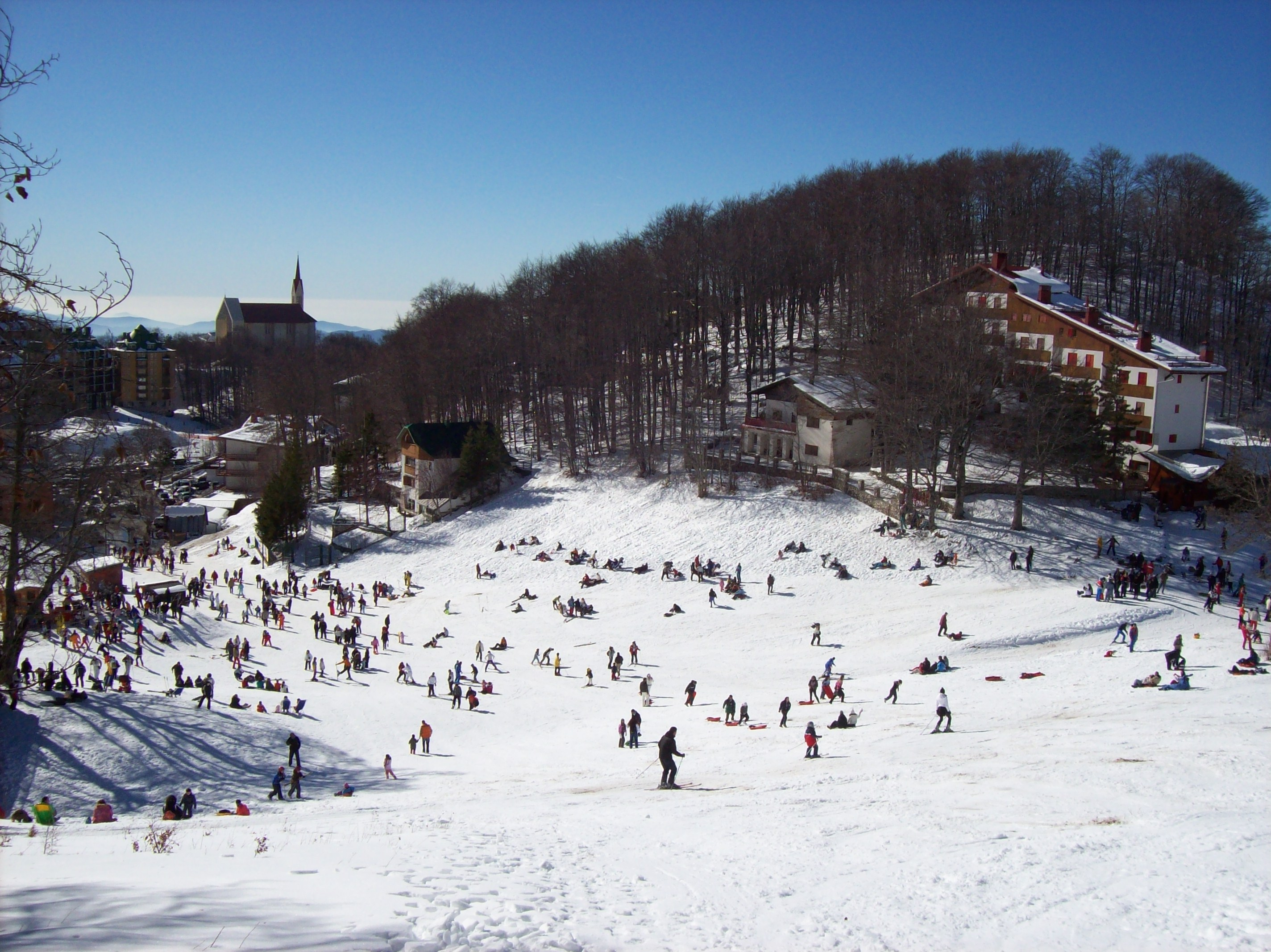
Sciatori sulla pista a Pian de' Valli

Il massiccio ospita due stazioni sciistiche, una più nota e frequentata sul versante meridionale che prende il nome direttamente dal massiccio (Terminillo) e posta in località Pian de' Valli (1640 m s.l.m.), l'altra posta sul versante opposto settentrionale (Campo Stella), geograficamente non collegate tra loro. Entrambe le stazioni hanno un bacino potenziale di utenza che copre l'Umbria, tutto il Lazio settentrionale, cioè la provincia di Rieti e quella di Viterbo, e parte della provincia di Roma.
La stazione meridionale del Terminillo è situata a 20 km dalla città di Rieti con cui è collegata attraverso la Strada statale 4 bis del Terminillo. Dispone di 4 impianti di risalita dislocati tra i 1500 e 1864 metri di quota, 40 km di piste dedicate allo sci alpino e 20 km di tracciati dedicati allo sci nordico, oltre alla presenza di buone strutture ricettive. È ancora funzionante la funivia storica realizzata nel 1938, nella cui stazione di partenza vi sono le decorazioni realizzate dal pittore tardo-futurista Achille Dal Lago; la stazione a monte è stata progettata dall'arch. Tadolini, noto in zona anche per il progetto della villa Chigi. Nel biennio 2005-2007, all'interno di un piano di riammodernamento degli impianti, sono state installate nuove seggiovie quadriposto ed è previsto un piano complessivo di estensione del chilometraggio delle piste, per completare il collegamento con la Vallonina e gli impianti di Campo Stella. Unica in tutto il Centro Italia è l'illuminazione delle piste per lo sci di fondo utilizzabili anche in piena notte.

### Escursionismo

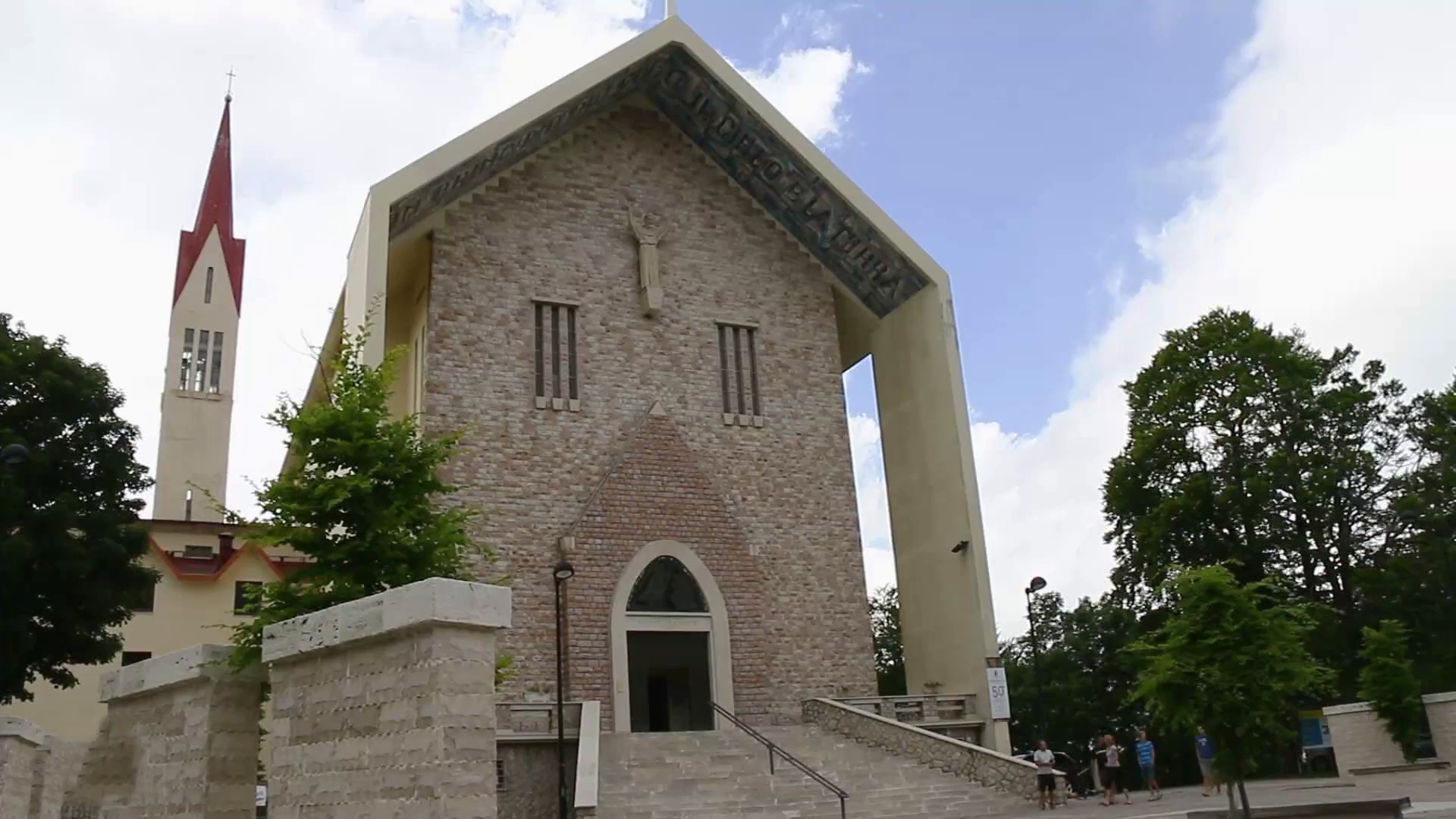
Il tempio votivo di San Francesco a Pian de' Valli

Il Terminillo offre anche possibilità di sviluppo turistico di tipo escursionistico. L'alpinismo e l'arrampicata infatti sono attività praticate sul Terminillo da oltre un secolo.

#### Itinerari

Il borgo pedemontano di Leonessa (969 metri)

Diversi sentieri montani portano in vetta o su cime secondarie, da entrambi i versanti. Dalla cima la vista spazia a 360° sulla sottostante piana di Rieti, su tutta la Sabina fino alla campagna romana, il Monte Pozzoni, i Monti Sibillini, i Monti della Laga, il Gran Sasso d'Italia, i monti del Cicolano, le Montagne della Duchessa, il massiccio del Monte Velino e i Monti Carseolani.

### Rifugi

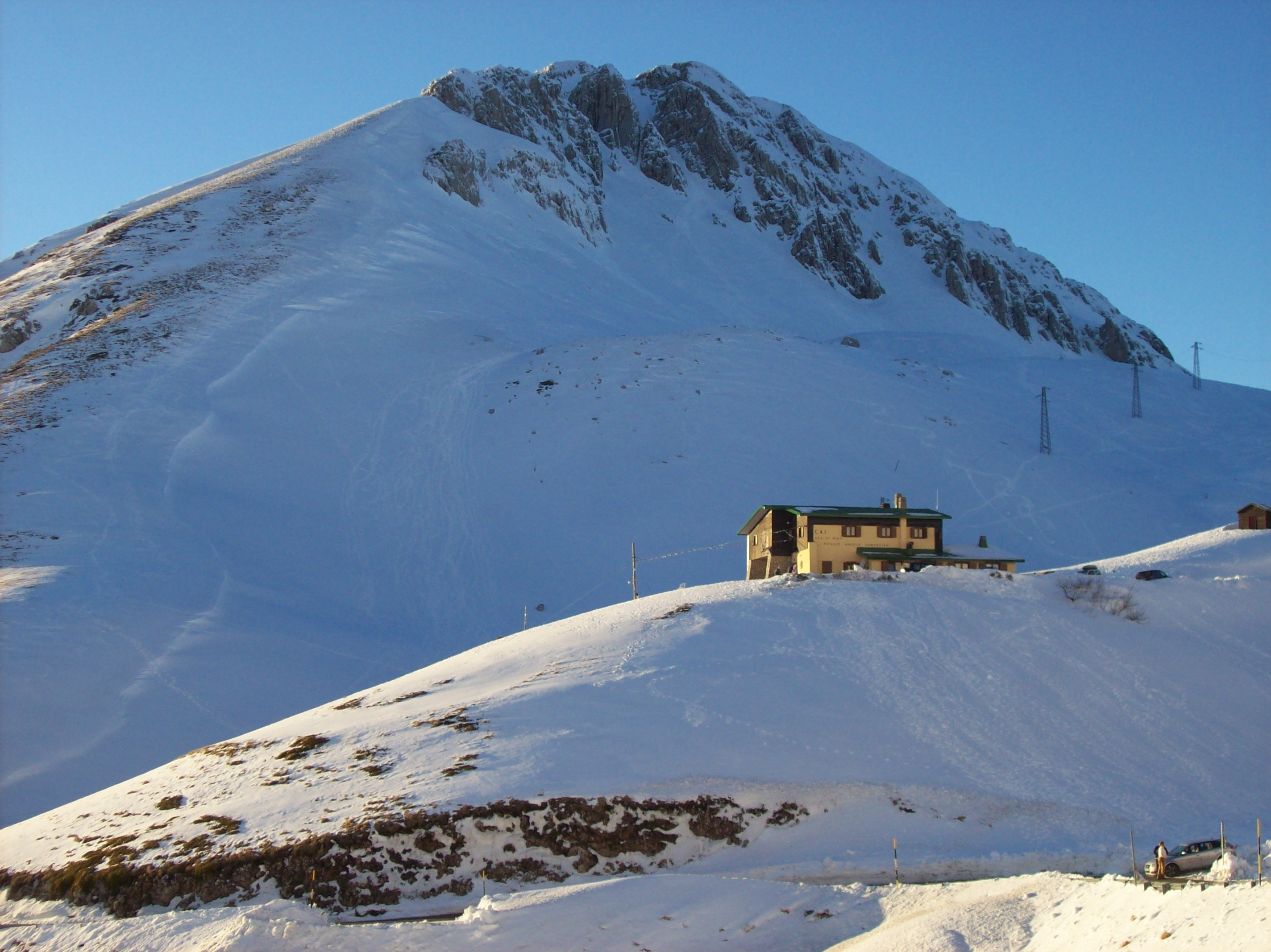
Il Rifugio Angelo Sebastiani, con alle spalle la cima del Terminillo

Sul Terminillo sono attivi due rifugi, gestiti dal Club Alpino Italiano di Rieti:
- Il Rifugio Angelo Sebastiani, nei pressi della Sella di Leonessa, a 1820 m
- Il Rifugio Massimo Rinaldi, sulla cima del Monte Terminilletto, a 2108 m

### Città e borghi
- Rieti
- Leonessa
- Micigliano
- Posta
- Poggio Bustone
- Cantalice
- Morro Reatino
- Rivodutri

## Infrastrutture e trasporti

### Strade
Le principali strade di accesso al Terminillo sono la strada regionale 4 bis del Terminillo (detta via Terminillese), che ha inizio a Rieti, e la strada provinciale 10 della Sella di Leonessa, che ha inizio a Leonessa. Una terza strada ha inizio a Micigliano ma è sterrata e generalmente inaccessibile ai veicoli. Da Roma, Terni e L'Aquila si arriva al Terminillo raggiungendo Rieti (da Roma con la strada statale 4 Salaria, da Terni attraverso la superstrada Rieti-Terni e dall'Aquila con la statale 17 passando per Antrodoco-Cittaducale), per poi uscire allo svincolo Nucleo industriale e percorrere la Terminillese. Da Ascoli Piceno invece è preferibile raggiungere Leonessa e percorrere la strada provinciale 10 e la Sella di Leonessa.

### Trasporto pubblico

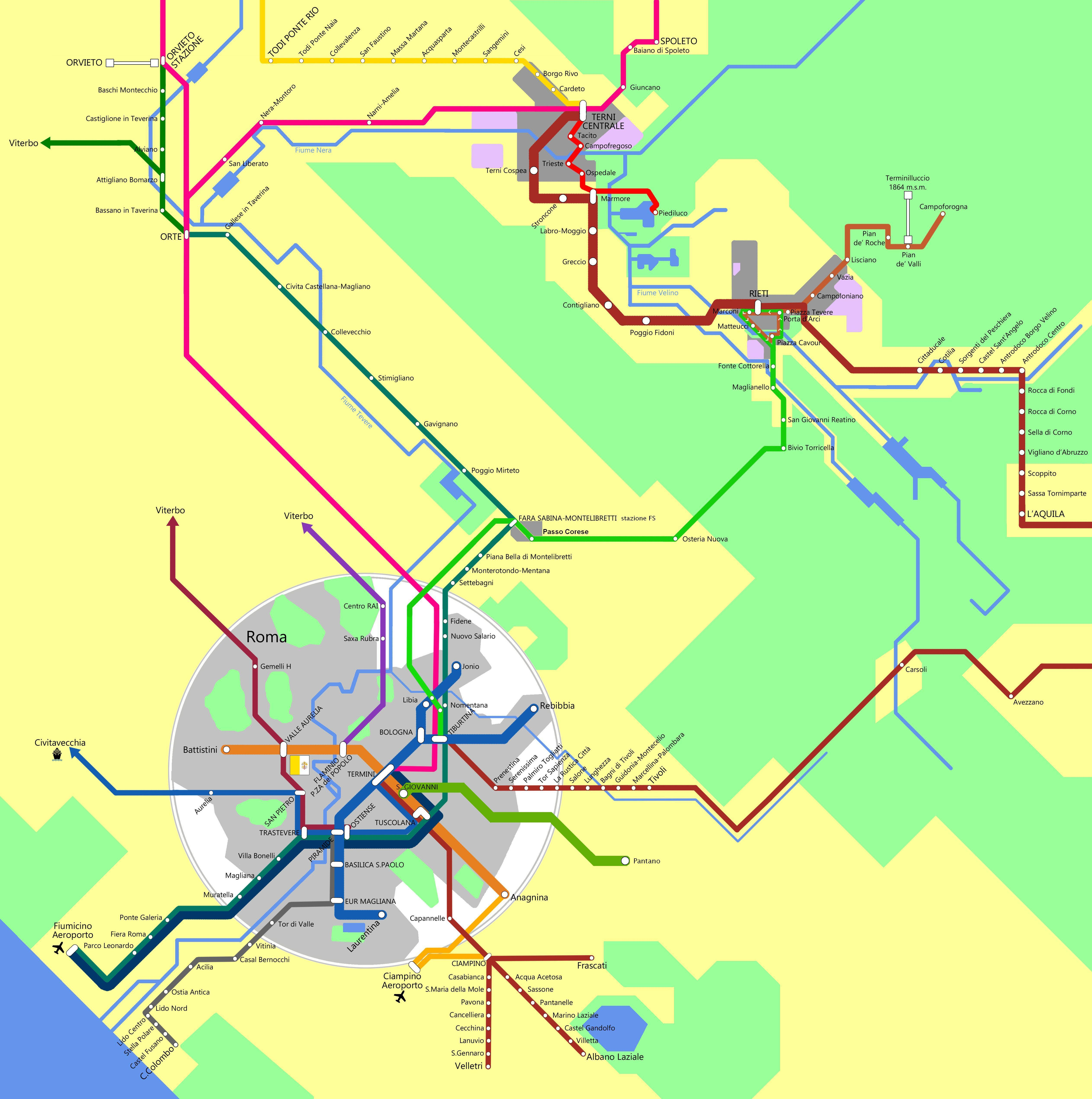
Mappa del trasporto pubblico nell'area nord-est di Roma

Per quanto riguarda il trasporto pubblico, Rieti è raggiungibile via treno da Terni e L'Aquila, tramite la ferrovia Terni-Sulmona, e da Roma tramite autobus regionale Cotral (che collega il capolinea bus della stazione di Rieti con la stazione di Roma Tiburtina o di Fara Sabina sulla linea metropolitana FL1). Dalla stazione di Rieti si prosegue con la linea urbana 513 dell'ASM Rieti (biglietto singolo di 90 centesimi). Dal 2014 il servizio Trenobus permette di raggiungere il Terminillo da Terni con un unico biglietto, valido per il treno e per il bus 513.

## Manifestazioni sportive

### Ciclismo

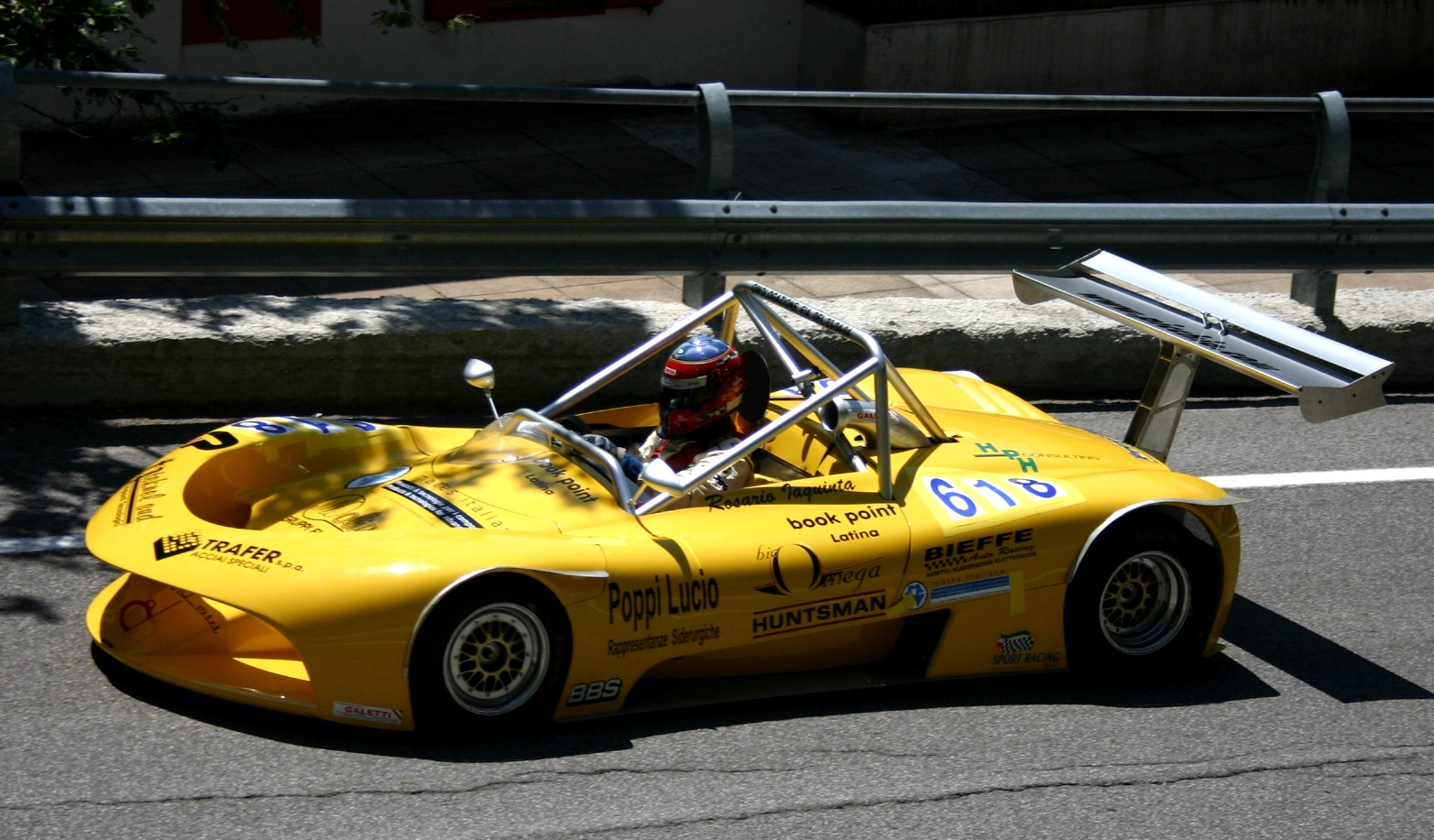
Una fuoriserie in corsa alla Coppa Carotti

Il Terminillo ha più volte ospitato, nella località di Campoforogna a quota 1670 m, l'arrivo di tappa del Giro d'Italia. In particolare il Terminillo (Campoforogna) è la salita con il maggior numero di arrivi in salita al Giro (9 volte). Numerosi inoltre i transiti in cima alla Sella di Leonessa, l'ultimo nel 2007.
| Edizione | Tappa | Percorso                               | km    | Vincitore di tappa   |
| -------- | ----- | -------------------------------------- | ----- | -------------------- |
| 1936     | 11ª   | Rieti > Terminillo (cron. individuale) | 20,0  | Giuseppe Olmo        |
| 1937     | 8ª    | Rieti > Terminillo (cron. individuale) | 20,0  | Gino Bartali         |
| 1938     | 7ª    | Rieti > Terminillo (cron. individuale) | 19,8  | Giovanni Valetti     |
| 1939     | 11ª   | Rieti > Terminillo (cron. individuale) | 14,0  | Giovanni Valetti     |
| 1987     | 8ª    | Terni > Terminillo                     | 208,0 | Jean-Claude Bagot    |
| 1992     | 6ª    | Latina > Terminillo                    | 197,0 | Luis Herrera         |
| 1997     | 5ª    | Arezzo > Terminillo                    | 218,0 | Pavel Tonkov         |
| 2003     | 7ª    | Avezzano > Terminillo                  | 143,0 | Stefano Garzelli     |
| 2010     | 8ª    | Chianciano Terme > Terminillo          | 189,0 | Chris Anker Sørensen |

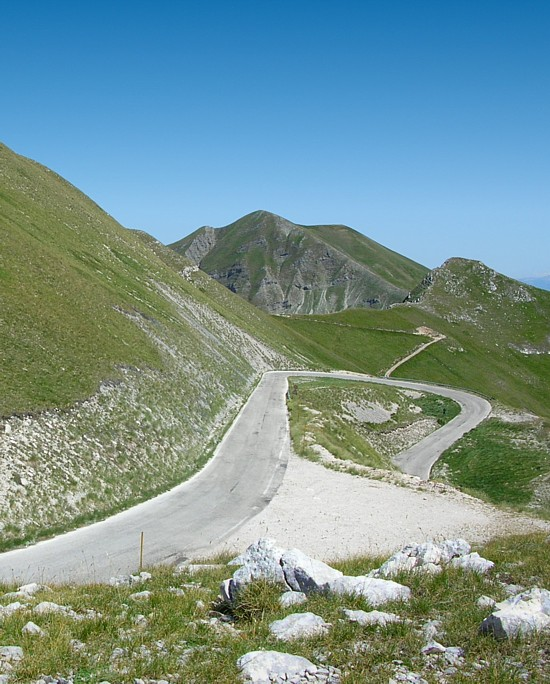
La strada provinciale 10 nei pressi della Sella di Leonessa

La salita del Terminillo, fino alla Sella di Leonessa (1885 m), versante meridionale da Vazia-Rieti è considerata una delle ascese più dure del Centro-Italia, assieme a quella del Gran Sasso (Campo Imperatore) e del Blockhaus, sia per il dislivello totale (1390 m), che per la lunghezza (21,3 km) e le pendenze (media 6,5% con punte fino al 13%). Un po' più dolce e più breve (15,4 km al 6,1 % media con punte del 10%) la scalata dal versante settentrionale di Leonessa. Un terzo versante, sterrato e altamente suggestivo, è quello ad est che sale lungo le pendici di Monte Elefante passando per Micigliano (circa 14 Km al 7,3% di pendenza media). A livello amatoriale è sede ogni anno di una gran fondo e medio fondo che si tiene abitualmente nel mese di luglio con partenza da Rieti, giro occidentale del massiccio fino a Leonessa, la scalata del Terminillo dal versante settentrionale fino alla Sella di Leonessa lungo la Val Leonina ed infine ridiscesa a Rieti. Alla corsa Tirreno-Adriatico due tappe con arrivo sul Terminillo sono state vinte dal colombiano della Movistar Nairo Quintana (nella 5ª tappa nel 2015 e nella 4ª nel 2017).

### Automobilismo
Da ricordare, tra le manifestazioni sportive, la ormai famosa "Coppa Bruno Carotti", cronoscalata automobilistica del Campionato Italiano Velocità Montagna (CIVM) organizzato dall'ACI di Rieti. Il tracciato si snoda lungo la Strada Statale 4 bis del Terminillo ed ogni anno raccoglie numerosi partecipanti, essendo valida anche per il campionato europeo per la stessa specialità. La partenza avviene alle pendici della montagna all'altezza della colonnina di Lisciano, ultimo paesino salendo lungo la Terminillese situato a 595 m s.l.m.; la lunghezza del tracciato è di circa 15 km con arrivo in località Campoforogna (1630 m s.l.m.).

### Corsa in montagna

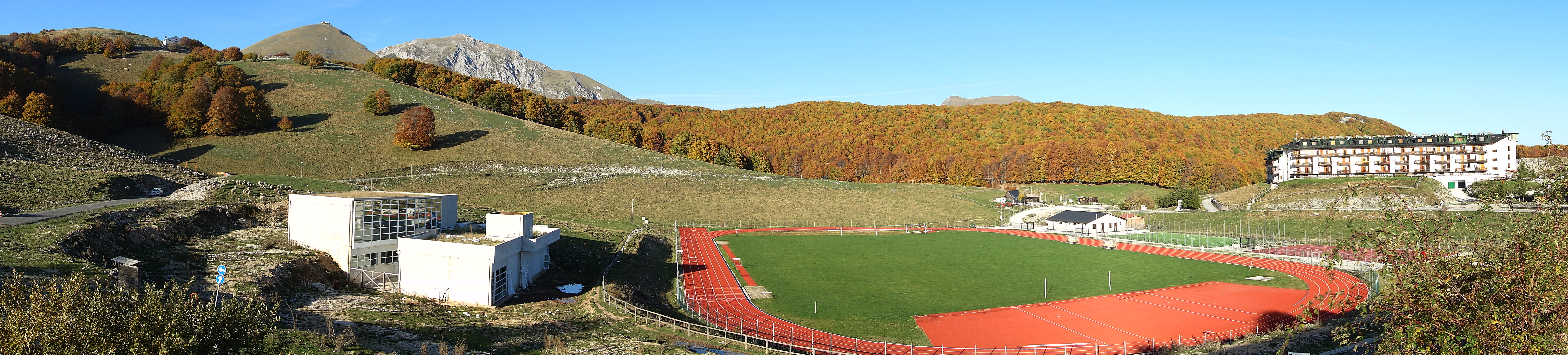
Il campo d'altura "Enrico Leoncini" in località Cinque Confini

Ha ormai raggiunto rilevante importanza anche la "Sky race", gara di corsa in montagna snodata lungo i sentieri del CAI, con partenza dalla colonna di Lisciano ed arrivo nella pista d'atletica dell'impianto d'altura dei Cinque Confini.

## Cinema
Il Terminillo, sia per gli esterni che negli interni degli alberghi, è stato il set per le riprese di numerosi film; in particolare, tra gli anni sessanta e gli anni ottanta, rappresentò una location abituale per molti film della commedia all'italiana, con attori come Vittorio De Sica, Alberto Sordi e Enrico Montesano. Tra di essi si ricordano:
- Lo sbaglio di essere vivo (1945)[20]
- Fanciulle di lusso (1952)[20]
- Un amore senza fine (1958)[20]
- La zia d'America va a sciare (1958)[20]
- Il giudizio universale (1961)[20]
- Se permettete parliamo di donne (1964)[20]
- Ovosodo di Paolo Virzì (1997), dove le scene del servizio militare sono state girate sul Terminillo[37]
- Educazione siberiana di Gabriele Salvatores (2013), di cui alcune scene sono state girate nelle faggete del Terminillo e della Vallonina[38]

Inoltre, nel febbraio del 2016 e 2017, il Terminillo è stato sede di un piccolo festival cinematografico dedicato alla commedia italiana e denominato "Terminillo Film Festival", che ha visto la partecipazione di Raoul Bova, Maurizio Mattioli, Enrico Vanzina e Paolo Genovese, ma non è stato successivamente riorganizzato.